# Verbi georgiani di 2ᵃ classe
Questa voce tratta della morfologia dei verbi georgiani di 2ª classe.
Nella 2ª classe rientrano cinque tipi derivazionali: i verbi base, i passivi sintetici (non stativi e stativi), i passivi analitici (con ausiliare iq'o e con ausiliare ikna), gli incoativi e i comitativi. Tutti e cinque sono caratterizzati dalla sintassi descritta nella tabella che segue.
|                | Argomenti finali | Argomenti finali | Argomenti finali | Fossili                 |
| Soggetto       | Ogg. diretto     | Ogg. indiretto   |                  | Fossili                 |
| -------------- | ---------------- | ---------------- | ---------------- | ----------------------- |
| Serie I/II/III | (SOD) NOM        |                  | DAT              | (FS trans) GEN + mier * |

* Solo nei passivi analitici.
Fatta eccezione per i passivi analitici e gli stativi, che hanno una coniugazione a sé stante (si veda la sezione #Tipi derivazionali: passivi analitici e stativi), tutti i verbi di 2ª classe sono ripartiti in tre tipi morfologici, a seconda di come è formato il tema del presente.
1. Verbi iniani (o prefissali): si aggiungono alla radice la vocale preradicale i- e il suffisso tematico -eb (più raramente -ob e -Ø).[3]
2. Verbi doniani (o suffissali): si aggiunge alla radice il marcatore passivo -d, seguito dal suffisso tematico -eb.
3. Verbi senza marcatura: si aggiunge alla radice soltanto il suffisso tematico -eb, senza nessuno dei marcatori delle altre due famiglie.[4]

| Tipo morfologico | Tema del presente                          |
| ---------------- | ------------------------------------------ |
| Iniani           | (i + RAD + eb (i + RAD + ob) (i + RAD + Ø) |
| Doniani          | (i + RAD + d + eb                          |
| Senza marcatura  | (i + RAD + eb                              |

I verbi base sono tutti senza marcatura. I passivi sintetici non stativi possono essere di tutti e tre i tipi, a seconda del suffisso tematico del corrispondente di 1ª classe e di altre caratteristiche fonetiche della radice (si veda #Tipi derivazionali: passivi sintetici). I comitativi sono sempre iniani, gli incoativi sono sempre doniani.
| Tipo derivazionale            | Tipo morfologico |
| ----------------------------- | ---------------- |
| Verbi base                    | Senza marcatura  |
| Passivi sintetici non stativi | Iniani           |
| Passivi sintetici non stativi | Doniani          |
| Passivi sintetici non stativi | Senza marcatura  |
| Comitativi                    | Iniani           |
| Incoativi                     | Doniani          |

Quale che sia il tipo di formazione, il tema del futuro e dell'aoristo si formano come nei verbi di 1ª classe: il primo tramite l'aggiunta di un preverbo al tema del presente (se il verbo ha un corrispondente, si usa lo stesso preverbo già usato nella 1ª classe, ad es. დამალავს [da=mal-av-s] "nasconderà" → დაიმალება [da=i-mal-eb-a] "sarà nascosto"), il secondo tramite la sottrazione del suffisso tematico dal tema del futuro.
I verbi assoluti di 2ᵃ classe, quando non sono del tipo iniani, non prendono mai una vocale preradicale. Diverso è il caso dei verbi relativi, che nelle serie I e II marcano l'OI in vari modi, a seconda del modello di coniugazione.
- I verbi iniani relativi usano sempre la serie e-, con cui sostituiscono il morfema caratteristico i- (ad es. დაემალება [da=e-mal-eb-a] "si nasconderà da qcn.");
- I verbi doniani relativi usano la serie u- (ad es. აუშენდება [a=u-shen-d-eb-a] "sarà costruito per qcn."), più raramente la serie h- (ad es. დანებდება [da=Ø-neb-d-eb-a][7] "si sottometterà a qcn.") o la serie a- (ad es. დააკლდება [da=a-k'l-d-eb-a] "mancherà a qcs.").
- I verbi senza marcatura relativi, esattamente come i doniani, usano la serie u- (ad es. მოუკვდება [mo=u-k'vd-eb-a] "qcn. di qcn. morirà"[8]), più raramente la sere h- (ad es. შეხვდება [she=Ø-khvd-eb-a][9] "incontrerà qualcuno") o la serie a- (ad es. შეაშრება [she=a-shreb-a] "si asciugherà su qcs.").

I verbi che hanno un OI iniziale, cioè un OI implicato intrinsecamente dal significato del verbo, si trovano solo in forma relativa (ad es. დაეხმარება [da=e-khmar-eb-a] "aiuterà qcn." e mai *დაიხმარება [*da=i-khmar-eb-a]).
Nella serie del perfetto, la presenza o assenza di un OI determina due diversi modelli di coniugazione: i verbi monovalenti (che erano assoluti nelle serie I e II) usano come tema il participio perfetto; quelli bivalenti (che erano relativi nelle serie I e II) usano il masdar. Le forme basate sul participio sono a loro volta assolute; quelle basate sul masdar sono relative e usano la serie h-.
| Serie    | Tema                                 |
| -------- | ------------------------------------ |
| Presente | (i +) RAD (+ d) + eb                 |
| Futuro   | prev. = (i +) RAD (+ d) + eb         |
| Aoristo  | prev. = (i +) RAD (+ d)              |
| Perfetto | Participio perfetto (se monovalenti) |
| Perfetto | Masdar (se bivalenti)                |

## Tipi derivazionali: passivi sintetici
Il tipo morfologico dei passivi sintetici (non stativi) è determinato dalle caratteristiche del corrispondente verbo di 1ª classe da cui si formano; più in particolare, dal suffisso tematico di quest'ultimo e dalla presenza o meno di vocali nella radice. Ciò avviene secondo le regole che seguono.
- Se il corrispondente è radicale, il passivo è quasi sempre iniani. Nel caso in cui la radice sia monosillabica con vocale radicale e, quest'ultima può subire apofonia e → i (fenomeno che poi si estende a tutte le serie nella forma di 2ª classe). A tal proposito ci sono tre sottocasi.
  - Se la radice non termina in -en o in -ev, l'apofonia avviene se e solo se avveniva nella serie II del corrispondente di 1ª classe (ad es. შეკრებს [she=k'reb-s] "riunirà", aor. შეკრიბა [she=k'rib-a] → შეიკრიბება [she=i-k'rib-eb-a] "si riunirà", ma დაწერს [da-ts'er-s] "scriverà", aor. დაწერა [da=ts'er-a] → დაიწერება [da=i-tser-eb-a] "sarà scritto").
  - Se la radice termina in -en e il passivo è iniani, l'apofonia è obbligatoria come lo era nella serie II di 1ª classe  (ad es. გამო(ა)ფენს [gamo=(a-)pen-s] "esibirà", aor. გამო(ა)ფინა [gamo=(a-)pin-a] → გამოიფინება [gamo=i-pin-eb-a] "sarà esibito"); un altro sottogruppo forma però un passivo senza marcatura, con caduta della componente -en della radice (ad es. დაარჩენს [da=a-rchen-s] "lascerà" → დარჩება [da=rchØ-eb-a] "rimarrà").[13]
  - Se la radice termina in -ev, l'apofonia non si verifica mai. Inoltre, la formazione è iniani ma con suff.tem. -Ø (ad es. შეარჩევს [she=a-rchev-s] "sceglierà" → შეირჩევა [she=i-rchev-Ø-a] "sarà scelto").
- Se il suff.tem. è -eb, la vocale preradicale è a- (o raramente i-) e il verbo è a radice vocalica, la forma di 2ª classe è doniani (ad es. ააშენებს [a=a-shen-eb-s] "costruirà" → აშენდება [a=shen-d-eb-a] "sarà costruito"); negli altri casi è iniani (ad es. გააღებს [ga=a-gh-eb-s] "aprirà" → გაიღება [ga=i-gh-eb-a] "sarà aperto").
- Se il suff.tem. è -ob ci sono due possibilità di formazione.
  - Alcuni verbi sono di tipo iniani, ma conservano il suff.tem. -ob (es. მოსპობს [mo=sp'-ob-s] "distruggerà" → მოისპობა [mo=i-sp'-ob-a] "sarà distrutto"); il corrispondente di 1ª classe dei verbi di questa famiglia può avere o non avere vocale preradicale.
  - Altri verbi sostituiscono -ob con -eb, ma sono senza marcatura (ad es. გაათბობს [ga=a-tb-ob-s] "riscalderà" → გათბება [ga=tb-eb-a] "si riscalderà"); il corrispondente di 1ª classe dei verbi di questa famiglia ha sempre vocale preradicale a-.[14]
- Se il suff.tem. è -am, la forma di 2ª classe è iniani, con il suff.tem. ridotto a -m e unito alla radice (ad es. დააბამს [da=a-b-am-s] "legherà" → დაიბმება [da=i-bm-eb-a] "sarà legato").[15]
- Se il suff.tem. è -av, la forma di 2ª classe è iniani. Il suffisso tematico sparisce del tutto nei verbi a radice vocalica (ad es. დამალავს [da=mal-av-s] "nasconderà" → დაიმალება [da=i-mal-eb-a] "sarà nascosto", "si nasconderà") ed è ridotto a -v e unito alla radice in quelli a radice consonantica (ad es. დაართავს [da=a-rt-av-s] "girerà" → დაირთვება [da=i-rtv-eb-a] "sarà girato").
- Se il suff.tem. è -i, la forma di 2ª classe è iniani (ad es. გაიჭრის [ga=i-ch'r-i-s] "taglierà" → გაიჭრება [ga=i-ch'r-eb-a] "sarà tagliato").

| -Ø  | Radice in -en                  | Iniani con apofonia e → i                        |
| -Ø  | Radice in -en                  | Senza marcatura con perdita di -en               |
| -Ø  | Radice in -ev                  | Iniani con suff.tem. -Ø                          |
| -Ø  | Nessuna delle precedenti       | Iniani apofonia e → i ⇕ in serie II di 1ª classe |
| -eb | CONS                           | Iniani                                           |
| -eb | VOC senza voc.prer.            | Iniani                                           |
| -eb | VOC con voc.prer. a- (opp. i-) | Doniani                                          |
| -ob | Senza voc.prer.                | Iniani con suff.tem. -ob                         |
| -ob | Con voc.prer. a-               | Iniani con suff.tem. -ob                         |
| -ob | Senza marcatura                |                                                  |
| -am | (CONS)                         | Iniani -am → -m-eb                               |
| -av | VOC                            | Iniani -av → -eb                                 |
| -av | CONS                           | Iniani -av → -v-eb                               |
| -i  |                                | Iniani                                           |

## Serie del presente/futuro
Il presente si forma aggiungendo al tema del presente il marcatore dello screeve -i in tutte le persone tranne la III singolare, a cui fanno seguito i marcatori del gruppo v-, con -a alla III s e -an alla III pl.
L'imperfetto e il congiuntivo presente sono caratterizzati:
- dal marcatore dell'imperfetto -od in tutte le persone;
- dal marcatore dello screeve -i nelle I e II persone dell'imperfetto;
- dal marcatore dello screeve -e in tutte le persone del congiuntivo presente, tranne la III pl.

Il suffisso della III s è -a nell'imperfetto e -s nel congiuntivo presente, quello della III pl è -nen in entrambi gli screeve.
Il futuro, il condizionale e il congiuntivo futuro si formano aggiungendo gli stessi circonfissi appena descritti al tema del futuro, anziché a quello del presente.
|           | Presente/Futuro | Presente/Futuro |             | Imperfetto/Condizionale | Imperfetto/Condizionale |               | Congiuntivo presente/futuro | Congiuntivo presente/futuro |
| Singolare | Plurale         | Singolare       | Plurale     | Singolare               | Plurale                 |               |                             |                             |
| --------- | --------------- | --------------- | ----------- | ----------------------- | ----------------------- | ------------- | --------------------------- | --------------------------- |
| I         | v ⎯⎯⎯⎯ i        | v ⎯⎯⎯⎯ i-t      |             | v ⎯⎯⎯⎯ od-i             | v ⎯⎯⎯⎯ od-i-t           |               | v ⎯⎯⎯⎯ od-e                 | v ⎯⎯⎯⎯ od-e-t               |
| II        | v ⎯⎯⎯⎯ i        | v ⎯⎯⎯⎯ i-t      | v ⎯⎯⎯⎯ od-i | v ⎯⎯⎯⎯ od-i-t           | v ⎯⎯⎯⎯ od-e             | v ⎯⎯⎯⎯ od-e-t |                             |                             |
| III       | v ⎯⎯⎯⎯ a        | v ⎯⎯⎯⎯ i-an     | v ⎯⎯⎯⎯ od-a | v ⎯⎯⎯⎯ od-nen           | v ⎯⎯⎯⎯ od-e-s           | v ⎯⎯⎯⎯ od-nen |                             |                             |

Il marcatore -od determina la caduta della -v finale della radice nei radicali in -ev, in tutti gli screeve in cui è utilizzato (ad es. შეირჩევა [she=i-rchev-a] "sarà scelto" → შეირჩეოდა [she=i-rcheØ-od-a]).
La tabella che segue mostra la serie del presente/futuro di დაიბადება [da=i-bad-eb-a] "nascerà". Si tratta di un passivo sintetico di tipo iniani ricavato dal corrispondente დაბადებს [da=bad-eb-s] "darà alla luce qcn.".
|          | Sottoserie del presente      | Sottoserie del presente          | Sottoserie del presente          | Sottoserie del futuro             | Sottoserie del futuro                 | Sottoserie del futuro                 |
| Presente | Imperfetto                   | Congiuntivo presente             | Futuro                           | Condizionale                      | Congiuntivo futuro                    |                                       |
| -------- | ---------------------------- | -------------------------------- | -------------------------------- | --------------------------------- | ------------------------------------- | ------------------------------------- |
| I s      | ვიბადები [v-i-bad-eb-i]      | ვიბადებოდი [v-i-bad-eb-od-i]     | ვიბადებოდე [v-i-bad-eb-od-e]     | დავიბადები [da=v-i-bad-eb-i]      | დავიბადებოდი [da=v-i-bad-eb-od-i]     | დავიბადებოდე [da=v-i-bad-eb-od-e]     |
| II s     | ვიბადები v-[i-bad-eb-i]      | ვიბადებოდი v-[i-bad-eb-od-i]     | ვიბადებოდე v-[i-bad-eb-od-e]     | ვდაიბადები v-[da=i-bad-eb-i]      | ვდაიბადებოდი v-[da=i-bad-eb-od-i]     | ვდაიბადებოდე v-[da=i-bad-eb-od-e]     |
| III s    | ვიბადება v-[i-bad-eb-a]      | ვიბადებოდა v-[i-bad-eb-od-a]     | ვიბადებოდეს v-[i-bad-eb-od-e-s]  | ვდაიბადება v-[da=i-bad-eb-a]      | ვდაიბადებოდა v-[da=i-bad-eb-od-a]     | ვდაიბადებოდეს v-[da=i-bad-eb-od-e-s]  |
| I pl     | ვიბადებით [v-i-bad-eb-i-t]   | ვიბადებოდით [v-i-bad-eb-od-i-t]  | ვიბადებოდეთ [v-i-bad-eb-od-e-t]  | დავიბადებით [da=v-i-bad-eb-i-t]   | დავიბადებოდით [da=v-i-bad-eb-od-i-t]  | დავიბადებოდეთ [da=v-i-bad-eb-od-e-t]  |
| II pl    | ვიბადებით v-[i-bad-eb-i-t]   | ვიბადებოდით v-[i-bad-eb-od-i-t]  | ვიბადებოდეთ v-[i-bad-eb-od-e-t]  | ვდაიბადებით v-[da=i-bad-eb-i-t]   | ვდაიბადებოდით v-[da=i-bad-eb-od-i-t]  | ვდაიბადებოდეთ v-[da=i-bad-eb-od-e-t]  |
| III pl   | ვიბადებიან v-[i-bad-eb-i-an] | ვიბადებოდნენ v-[i-bad-eb-od-nen] | ვიბადებოდნენ v-[i-bad-eb-od-nen] | ვდაიბადებიან v-[da=i-bad-eb-i-an] | ვდაიბადებოდნენ v-[da=i-bad-eb-od-nen] | ვდაიბადებოდნენ v-[da=i-bad-eb-od-nen] |

## Serie dell'aoristo
Nella serie dell'aoristo, esattamente come nella 1ᵃ classe, sono impiegati due gruppi distinti di circonfissi: quelli deboli e quelli forti.
L'aoristo debole prende il marcatore dello screeve -e alle I e II persone, i suffissi -a oppure -o alla III s e -nen alla III pl. L'ottativo debole è invece caratterizzato dal marcatore dello screeve -o, con -s alla III s e -n alla III pl.
|           | Aoristo    | Aoristo    |            | Ottativo   | Ottativo   |
| Singolare | Plurale    | Singolare  | Plurale    |            |            |
| --------- | ---------- | ---------- | ---------- | ---------- | ---------- |
| I         | v ⎯⎯⎯⎯ e   | v ⎯⎯⎯⎯ e-t |            | v ⎯⎯⎯⎯ o   | v ⎯⎯⎯⎯ o-t |
| II        | v ⎯⎯⎯⎯ e   | v ⎯⎯⎯⎯ e-t | v ⎯⎯⎯⎯ o   | v ⎯⎯⎯⎯ o-t |            |
| III       | v ⎯⎯⎯⎯ a/o | v ⎯⎯⎯⎯ nen | v ⎯⎯⎯⎯ o-s | v ⎯⎯⎯⎯ o-n |            |

L'aoristo forte prende il marcatore dello screeve -i e ha sempre -a alla III s. L'ottativo forte può essere di due tipi, in -a o in -e, a seconda del marcatore dello screeve; l'ottativo in -e ha -nen alla III pl.
|           | Aoristo  | Aoristo    |            | Ottativo in -a | Ottativo in -a |            | Ottativo in -e | Ottativo in -e |
| Singolare | Plurale  | Singolare  | Plurale    | Singolare      | Plurale        |            |                |                |
| --------- | -------- | ---------- | ---------- | -------------- | -------------- | ---------- | -------------- | -------------- |
| I         | v ⎯⎯⎯⎯ i | v ⎯⎯⎯⎯ i-t |            | v ⎯⎯⎯⎯ a       | v ⎯⎯⎯⎯ a-t     |            | v ⎯⎯⎯⎯ e       | v ⎯⎯⎯⎯ e-t     |
| II        | v ⎯⎯⎯⎯ i | v ⎯⎯⎯⎯ i-t | v ⎯⎯⎯⎯ a   | v ⎯⎯⎯⎯ a-t     | v ⎯⎯⎯⎯ e       | v ⎯⎯⎯⎯ e-t |                |                |
| III       | v ⎯⎯⎯⎯ a | v ⎯⎯⎯⎯ nen | v ⎯⎯⎯⎯ a-s | v ⎯⎯⎯⎯ a-n     | v ⎯⎯⎯⎯ e-s     | v ⎯⎯⎯⎯ nen |                |                |

Nel complesso, quindi, i circonfissi sono gli stessi dell'aoristo di 1ᵃ classe, eccetto per il suffisso -nen alla III pl e per l'esistenza di un ottativo forte in -e (si veda Verbi georgiani di 1ᵃ classe#Serie dell'aoristo).
In generale il tema dell'aoristo dei passivi sintetici è soggetto alle stesse alterazioni fonetiche che avvengono nel tema dell'aoristo dei corrispondenti verbi di 1ᵃ classe. Di conseguenza la casistica completa di tali alterazioni, oltre che sulla presenza o assenza di vocali nella radice, si basa sul suffisso tematico del corrispondente di 1ᵃ classe.
Esiste un'unica sottofamiglia in cui la serie II non è influenzata dalla serie II del corrispondente - quella dei radicali in -ev (iniani con suff.tem. -Ø). Esclusi questi ultimi, la casistica è come segue.
- Se il verbo è iniani a radice vocalica prende i circonfissi deboli con -a alla III sing. dell'aoristo (se è radicale e il corrispondente ha apofonia nella serie II, questa è già avvenuta nella serie I del passivo e viene mantenuta anche nella serie II).
- Se il verbo è iniani a radice consonantica, si comporta esattamente come il corrispondente di 1ᵃ classe sia per l'epentesi sia per la scelta dei circonfissi deboli o forti (in particolare, se il suff.tem. era -eb/-ob, anche il passivo ha -o alla III sing. dell'aoristo). Se prende i circonfissi forti, l'ottativo è in -a.
- Se il verbo è doniani o senza marcatura (passivo sintetico o verbo base) prende i circonfissi forti con l'ottativo in -e.

Gli iniani con corrispondente radicale in -ev seguono uno fra tre tipi di coniugazione.
1. Con apofonia e → i e caduta di v in tutte le persone di aoristo e ottativo, tranne la III plur. dell'aoristo, che ha -iv-nen.[19] I circonfissi sono deboli. Le terminazioni sono deboli con -a all'aoristo e deboli all'ottativo.
2. Con apofonia e → i e caduta di v nelle I e II persone dell'aoristo e con caduta di -ev nelle III persone dell'aoristo e in tutte quelle dell'ottativo (talvolta però la III plur. dell'aoristo può prendere anche -iv-nen, in analogia con il tipo 1). I circonfissi sono deboli all'aoristo, ma forti in -e all'ottativo.[20]
3. Con caduta di -ev in tutte le persone di aoristo e ottativo e con epentesi di -e- nelle I e II persone dell'aoristo. I circonfissi sono forti e l'ottativo è in -e.

| Tipo    | Radice | Suff.tem. del corrispondente | Suff.tem. del corrispondente | Alterazioni                              | Circonfissi            | Circonfissi            |
| Tipo    | Radice | Suff.tem. del corrispondente | Suff.tem. del corrispondente | Alterazioni                              | Aoristo                | Ottativo               |
| ------- | ------ | ---------------------------- | ---------------------------- | ---------------------------------------- | ---------------------- | ---------------------- |
| Iniani  | VOC    |                              |                              |                                          |                        |                        |
| Iniani  | VOC    | -Ø                           | Radice non in -ev            | Possibile e → i (⇔ già nel presente)     | Deboli                 | Deboli                 |
| Iniani  | VOC    | -Ø                           | Radice in -ev                | I/II/IIIs: ev → iØ IIIpl: ev → iv        | Deboli                 | Deboli                 |
| Iniani  | VOC    | -Ø                           | Radice in -ev                | I/II: ev → iØ III: ev → Ø                | Deboli                 | Forti in -e            |
| Iniani  | VOC    | -Ø                           | Radice in -ev                | I/II/III: ev → Ø I/II aor: epentesi di e | Forti                  | Forti in -e            |
| Iniani  | VOC    | -eb/-ob/-am/-av/-i           | -eb/-ob/-am/-av/-i           |                                          | Deboli                 | Deboli                 |
| Iniani  |        |                              |                              |                                          |                        |                        |
| Iniani  | CONS   | -eb/-ob                      | -eb/-ob                      |                                          | Deboli (aor. IIIs: -o) | Deboli (aor. IIIs: -o) |
| Iniani  | CONS   | -am                          | -am                          |                                          | Forti                  | Forti in -a            |
| Iniani  | CONS   | -av                          | -av                          | Epentesi di a (I,II aor.)                | Forti                  | Forti in -a            |
| Iniani  | CONS   | -i                           | -i                           | Epentesi di e (I,II aor.)                | Forti                  | Forti in -a            |
| Iniani  | CONS   | -i                           | -i                           | Epentesi di a (I,II,III aor./ott.)       | Deboli                 | Deboli                 |
|         |        |                              |                              |                                          |                        |                        |
| Doniani | VOC    | -eb                          | -eb                          |                                          | Forti                  | Forti in -e            |
| S.m.    | CONS   | -Ø/-ob                       | -Ø/-ob                       |                                          | Forti                  | Forti in -e            |
| S.m.    | CONS   | ×                            |                              |                                          | Forti                  | Forti in -e            |

La tabella che segue illustra i numerosi modelli di coniugazione dell'aoristo. Il verbo დაიბადება [da=i-bad-eb-a] "nascerà" è iniani a radice vocalica con corrispondente in -eb. Per gli iniani a radice consonantica si riportano აინთება [a=i-nt-eb-a] "sarà acceso" (corrispondente in -eb) e გაიჭრება [ga=i-ch'r-eb-a] "sarà tagliato" (corrispondente in -i con epentesi di -e-). Per i radicali in -ev si riportano აირევა [a=i-rev-a] "sarà confuso" (tipo 1), შეირჩევა [she=i-rchev-a] "sarà scelto" (tipo 2) e გადაიქცევა [gada=i-ktsev-a] "sarà trasformato (in qcs.)" (tipo 3); il simbolo Ø è usato per indicare la caduta di -ev, ma non quella della v. Per gli altri tipi morfologici si riporta il verbo doniani გამოკეთდება "starà meglio (dopo una malattia)".
|                 | Iniani (corrispondente non radicale in -ev) | Iniani (corrispondente non radicale in -ev) | Iniani (corrispondente non radicale in -ev) | Iniani (corrispondente radicale in -ev) | Iniani (corrispondente radicale in -ev) | Iniani (corrispondente radicale in -ev) | Doniani/ Senza marcatura         |
| Radice vocalica | Radice consonantica                         | Radice consonantica                         | Tipo 1                                      | Tipo 2                                  | Tipo 3                                  |                                         | Doniani/ Senza marcatura         |
| Radice vocalica | -eb/-ob                                     | -am/-av/-i                                  | Tipo 1                                      | Tipo 2                                  | Tipo 3                                  |                                         | Doniani/ Senza marcatura         |
| --------------- | ------------------------------------------- | ------------------------------------------- | ------------------------------------------- | --------------------------------------- | --------------------------------------- | --------------------------------------- | -------------------------------- |
| I s             | დავიბადე [da=v-i-bad-e]                     | ავინთე [a=v-i-nt-e]                         | გავიჭერი [ga=v-i-ch'er-i]                   | ავირიე [a=v-i-ri-e]                     | შევირჩიე [she=v-i-rchi-e]               | გადავიქეცი [gada=v-i-ketsØ-i]           | გამოვკეთდი [gamo=v-k'et-d-i]     |
| II s            | ვდაიბადე v-[da=i-bad-e]                     | ვაინთე v-[a=i-nt-e]                         | ვგაიჭერი v-[ga=i-ch'er-i]                   | ვაირიე v-[a=i-ri-e]                     | ვშეირჩიე v-[she=i-rchi-e]               | ვგადაიქეცი v-[gada=i-ketsØ-i]           | ვგამოკეთდი v-[gamo=k'et-d-i]     |
| III s           | ვდაიბადა v-[da=i-bad-a]                     | ვაინთო v-[a=i-nt-o]                         | ვგაიჭრა v-[ga=i-ch'r-a]                     | ვაირია v-[a=i-ri-a]                     | ვშეირჩა v-[she=i-rchØ-a]                | ვგადაიქცა v-[gada=i-ktsØ-a]             | ვგამოკეთდა v-[gamo=k'et-d-a]     |
| I pl            | დავიბადეთ [da=v-i-bad-e-t]                  | ავინთეთ [a=v-i-nt-e-t]                      | გავიჭერით [ga=v-i-ch'er-i-t]                | ავირიეთ v-[a=v-i-ri-e-t]                | შევირჩიეთ [she=v-i-rchi-e-t]            | გადავიქეცით [gada=v-i-ketsØ-i-t]        | გამოვკეთდით [gamo=v-k'et-d-i-t]  |
| II pl           | ვდაიბადეთ v-[da=i-bad-e-t]                  | ვაინთეთ v-[a=i-nt-e-t]                      | ვგაიჭერით v-[ga=i-ch'er-i-t]                | ვაირიეთ v-[a=i-ri-e-t]                  | ვშეირჩიეთ v-[she=i-rchi-e-t]            | ვგადაიქეცით v-[gada=i-ketsØ-i-t]        | ვგამოკეთდით v-[gamo=k'et-d-i-t]  |
| III pl          | ვდაიბადნენ v-[da=i-bad-nen]                 | ვაინთნენ v-[a=i-nt-nen]                     | ვგაიჭრნენ v-[ga=i-ch'r-nen]                 | ვაირივნენ v-[a=i-riv-nen]               | ვშეირჩნენ* v-[she=i-rchØ-nen]           | ვგადაიქცნენ v-[gada=i-ktsØ-nen]         | ვგამოკეთდნენ v-[gamo=k'et-d-nen] |

*Si può trovare anche შეირჩივნენ [she=i-rchiv-nen].
Le corrispondenti voci dell'ottativo sono illustrate nella tabella seguente.
|                 | Iniani (corrispondente non radicale in -ev) | Iniani (corrispondente non radicale in -ev) | Iniani (corrispondente non radicale in -ev) | Iniani (corrispondente radicale in -ev) | Iniani (corrispondente radicale in -ev) | Iniani (corrispondente radicale in -ev) | Doniani/ Senza marcatura         |
| Radice vocalica | Radice consonantica                         | Radice consonantica                         | Tipo 1                                      | Tipo 2                                  | Tipo 3                                  |                                         | Doniani/ Senza marcatura         |
| Radice vocalica | -eb/-ob                                     | -am/-av/-i                                  | Tipo 1                                      | Tipo 2                                  | Tipo 3                                  |                                         | Doniani/ Senza marcatura         |
| --------------- | ------------------------------------------- | ------------------------------------------- | ------------------------------------------- | --------------------------------------- | --------------------------------------- | --------------------------------------- | -------------------------------- |
| I s             | დავიბადო [da=v-i-bad-o]                     | ავინთო [a=v-i-nt-o]                         | გავიჭრა [ga=v-i-ch'r-a]                     | ავირიო [a=v-i-ri-o]                     | შევირჩე [she=v-i-rchØ-e]                | გადავიქცე [gada=v-i-ktsØ-e]             | გამოვკეთდე [gamo=v-k'et-d-e]     |
| II s            | ვდაიბადო v-[da=i-bad-o]                     | ვაინთო v-[a=i-nt-o]                         | ვგაიჭრა v-[ga=i-ch'r-a]                     | ვაირიო v-[a=i-ri-o]                     | ვშეირჩე v-[she=i-rchØ-e]                | ვგადაიქცე v-[gada=i-ktsØ-e]             | ვგამოკეთდე v-[gamo=k'et-d-e]     |
| III s           | ვდაიბადოს v-[da=i-bad-o-s]                  | ვაინთოს v-[a=i-nt-o-s]                      | ვგაიჭრას v-[ga=i-ch'r-a-s]                  | ვაირიოს v-[a=i-ri-o-s]                  | ვშეირჩეს v-[she=i-rchØ-e-s]             | ვგადაიქცეს v-[gada=i-ktsØ-e-s]          | ვგამოკეთდეს v-[gamo=k'et-d-e-s]  |
| I pl            | დავიბადოთ [da=v-i-bad-o-t]                  | ავინთოთ [a=v-i-nt-o-t]                      | გავიჭრათ [ga=v-i-ch'r-a-t]                  | ავირიოთ v-[a=v-i-ri-o-t]                | შევირჩეთ [she=v-i-rchØ-e-t]             | გადავიქცეთ [gada=v-i-ktsØ-e-t]          | გამოვკეთდეთ [gamo=v-k'et-d-e-t]  |
| II pl           | ვდაიბადოთ v-[da=i-bad-o-t]                  | ვაინთოთ v-[a=i-nt-o-t]                      | ვგაიჭრათ v-[ga=i-ch'r-a-t]                  | ვაირიოთ v-[a=i-ri-o-t]                  | ვშეირჩეთ v-[she=i-rchØ-e-t]             | ვგადაიქცეთ v-[gada=i-ktsØ-e-t]          | ვგამოკეთდეთ v-[gamo=k'et-d-e-t]  |
| III pl          | ვდაიბადონ v-[da=i-bad-o-n]                  | ვაინთონ v-[a=i-nt-o-n]                      | ვგაიჭრან v-[ga=i-ch'r-a-n]                  | ვაირიონ v-[a=i-ri-o-n]                  | ვშეირჩნენ v-[she=i-rchØ-nen]            | ვგადაიქცნენ v-[gada=i-ktsØ-nen]         | ვგამოკეთდნენ v-[gamo=k'et-d-nen] |

## Serie del perfetto

### Verbi monovalenti
Nei verbi monovalenti il tema del perfetto coincide con il tema nominale del participio perfetto (che si ottiene dal NOM di quest'ultimo, eliminando il suffisso -i; si veda #Participi).
Il soggetto è indicato:
- con i marcatori del gruppo v- con l'ausiliare al presente (con -a alla III s) nel perfetto;
- con i marcatori del gruppo v- con l'ausiliare all'aoristo nel piuccheperfetto.

In entrambi i casi il marcatore prefissale di I persona v- si comporta da infisso, cioè si pone tra il preverbo e la radice all'interno del tema del participio.
|           | Perfetto    | Perfetto      |               | Piuccheperfetto | Piuccheperfetto |
| Singolare | Plurale     | Singolare     | Plurale       |                 |                 |
| --------- | ----------- | ------------- | ------------- | --------------- | --------------- |
| I         | v ⎯⎯⎯⎯ var  | v ⎯⎯⎯⎯ var-t  |               | v ⎯⎯⎯⎯ iq'avi   | v ⎯⎯⎯⎯ iq'avi-t |
| II        | v ⎯⎯⎯⎯ khar | v ⎯⎯⎯⎯ khar-t | v ⎯⎯⎯⎯ iq'avi | v ⎯⎯⎯⎯ iq'avi-t |                 |
| III       | v ⎯⎯⎯⎯ a    | v ⎯⎯⎯⎯ an     | v ⎯⎯⎯⎯ iq'o   | v ⎯⎯⎯⎯ iq'vnen  |                 |

La tabella che segue mostra la serie del perfetto di დაიბადება [da=i-bad-eb-a] "nascerà" (part.pf. დაბადებული [da=bad-eb-ul-i]).
|        | Perfetto                            | Piuccheperfetto                         |
| ------ | ----------------------------------- | --------------------------------------- |
| I s    | დავბადებულვარ [da=v-badebul-var]    | დავბადებულიყავი [da=v-badebul-iq'avi]   |
| II s   | ვდაბადებულხარ v-[da=badebul-khar]   | ვდაბადებულიყავი v-[da=badebul-iq'avi]   |
| III s  | ვდაბადებულა v-[da=badebul-a]        | ვდაბადებულიყო v-[da=badebul-iq'o]       |
| I pl   | დავბადებულვართ [da=v-badebul-vart]  | დავბადებულიყავით [da=v-badebul-iq'avit] |
| II pl  | ვდაბადებულხართ v-[da=badebul-khart] | ვდაბადებულიყავით v-[da=badebul-iq'avit] |
| III pl | ვდაბადებულან v-[da=badebul-an]      | ვდაბადებულიყვნენ v-[da=badebul-iq'vnen] |

### Verbi bivalenti
Nei verbi bivalenti il tema del perfetto coincide con il tema nominale del masdar (che si ottiene dal NOM di quest'ultimo, eliminando il suffisso -a; si veda #Masdar).
Gli argomenti sono indicati sul verbo secondo le regole che seguono.
- S prende:
  - al perfetto, il gruppo v- con l'ausiliare al presente (con -a alla III s) preceduto dal marcatore dello screeve -i;
  - al piuccheperfetto, i circonfissi di S dell'imperfetto/condizionale.
- OI prende la serie h- di marcatori in entrambi gli screeve.

In entrambi gli screeve il marcatore prefissale di I persona v- si comporta da infisso, cioè si pone tra il preverbo e la radice all'interno del tema del masdar (come nei monovalenti). Per la regola sulla concordanza alla III plurale, la pluralità di OI non è mai indicata sul verbo.
|           | S             | S               | S               | S               | S             |            | OI      | OI      |
| Perfetto  | Perfetto      |                 | Piuccheperfetto | Piuccheperfetto |               |            | OI      | OI      |
| Singolare | Plurale       | Singolare       | Plurale         | Singolare       | Plurale       |            |         |         |
| --------- | ------------- | --------------- | --------------- | --------------- | ------------- | ---------- | ------- | ------- |
| I         | v ⎯⎯⎯⎯ i-var  | v ⎯⎯⎯⎯ i-var-t  |                 | v ⎯⎯⎯⎯ od-i     | v ⎯⎯⎯⎯ od-i-t |            | gm ⎯⎯⎯⎯ | gv ⎯⎯⎯⎯ |
| II        | v ⎯⎯⎯⎯ i-khar | v ⎯⎯⎯⎯ i-khar-t | v ⎯⎯⎯⎯ od-i     | v ⎯⎯⎯⎯ od-i-t   | mg ⎯⎯⎯⎯       | vg ⎯⎯⎯⎯ t  |         |         |
| III       | v ⎯⎯⎯⎯ i-a    | v ⎯⎯⎯⎯ i-an     | v ⎯⎯⎯⎯ od-a     | v ⎯⎯⎯⎯ od-nen   | h/s/Ø ⎯⎯⎯⎯    | h/s/Ø ⎯⎯⎯⎯ |         |         |

Per illustrare la coniugazione, si riporta la serie del perfetto della variante bivalente dell'esempio della sezione precedente, ossia დაებადება [da=e-bad-eb-a] "nascerà a qcn." (masdar დაბადება [da=bad-eb-a]). La tabella che segue mostra il perfetto.
|        | I s                                 | II s                               | III s                              | I pl                                  | II pl                              | III pl                             |
| ------ | ----------------------------------- | ---------------------------------- | ---------------------------------- | ------------------------------------- | ---------------------------------- | ---------------------------------- |
| I s    |                                     | დაგბადებივარ [da=g-badeb-i-var]    | დავბადებივარ [da=v-badeb-i-var]    |                                       | დაგბადებივართ [da=g-badeb-i-var-t] | დავბადებივარ [da=v-badeb-i-var]    |
| II s   | დამბადებიხარ [da=m-badeb-i-khar]    |                                    | დაბადებიხარ [da=badeb-i-khar]      | დაგვბადებიხარ [da=gv-badeb-i-khar]    |                                    | დაბადებიხარ [da=badeb-i-khar]      |
| III s  | დამბადებია [da=m-badeb-i-a]         | დაგბადებია [da=g-badeb-i-a]        | დაბადებია [da=badeb-i-a]           | დაგვბადებია [da=gv-badeb-i-a]         | დაგბადებიათ [da=g-badeb-i-a-t]     | დაბადებია [da=badeb-i-a]           |
| I pl   |                                     | დაგბადებივართ [da=g-badeb-i-var-t] | დავბადებივართ [da=v-badeb-i-var-t] |                                       | დაგბადებივართ [da=g-badeb-i-var-t] | დავბადებივართ [da=v-badeb-i-var-t] |
| II pl  | დამბადებიხართ [da=m-badeb-i-khar-t] |                                    | დაბადებიხართ [da=badeb-i-khar-t]   | დაგვბადებიხართ [da=gv-badeb-i-khar-t] |                                    | დაბადებიხართ [da=badeb-i-khar-t]   |
| III pl | დამბადებიან [da=m-badeb-i-an]       | დაგბადებია [da=g-badeb-i-a]        | დაბადებიან [da=badeb-i-an]         | დაგვბადებიან [da=gv-badeb-i-an]       | დაგბადებიან [da=g-badeb-i-an]      | დაბადებიან [da=badeb-i-an]         |

La tabella che segue illustra invece il piuccheperfetto dello stesso verbo.
|        | I s                               | II s                              | III s                            | I pl                                | II pl                             | III pl                           |
| ------ | --------------------------------- | --------------------------------- | -------------------------------- | ----------------------------------- | --------------------------------- | -------------------------------- |
| I s    |                                   | დაგბადებოდი [da=g-badeb-od-i]     | დავბადებოდი [da=v-badeb-od-i]    |                                     | დაგბადებოდით [da=g-badeb-od-i-t]  | დავბადებოდი [da=v-badeb-od-i]    |
| II s   | დამბადებოდი [da=m-badeb-od-i]     |                                   | დაბადებოდი [da=badeb-od-i]       | დაგვბადებოდი [da=gv-badeb-od-i]     |                                   | დაბადებოდი [da=badeb-od-i]       |
| III s  | დამბადებოდა [da=m-badeb-od-a]     | დაგბადებოდა [da=g-badeb-od-a]     | დაბადებოდა [da=badeb-od-a]       | დაგვბადებოდა [da=gv-badeb-od-a]     | დაგბადებოდათ [da=g-badeb-od-a-t]  | დაბადებოდა [da=badeb-od-a]       |
| I pl   |                                   | დაგბადებოდით [da=g-badeb-od-i-t]  | დავბადებოდით [da=v-badeb-od-i-t] |                                     | დაგბადებოდით [da=g-badeb-od-i-t]  | დავბადებოდით [da=v-badeb-od-i-t] |
| II pl  | დამბადებოდით [da=m-badeb-od-i-t]  |                                   | დაბადებოდით [da=badeb-od-i-t]    | დაგვბადებოდით [da=gv-badeb-od-i-t]  |                                   | დაბადებოდით [da=badeb-od-i-t]    |
| III pl | დამბადებოდნენ [da=m-badeb-od-nen] | დაგბადებოდნენ [da=g-badeb-od-nen] | დაბადებოდნენ [da=badeb-od-nen]   | დაგვბადებოდნენ [da=gv-badeb-od-nen] | დაგბადებოდნენ [da=g-badeb-od-nen] | დაბადებოდნენ [da=badeb-od-nen]   |

## Forme indefinite

### Masdar
Il masdar dei passivi è identico, a livello formale, a quello dei corrispondenti di 1ª classe da cui questi si ottengono (per la formazione si veda quindi Verbi georgiani di 1ᵃ classe#Masdar). Cambia invece il significato, che in questo caso è passivo (ad es. გაკეთდება [ga=k'et-d-eb-a] "sarà fatto" → გაკეთება [ga=k'et-eb-a] "essere fatto", ma anche "fare" rispetto al corrispondente გააკეთებს [ga=a-k'et-eb-s] "farà qcs.").
Lo stesso principio si applica agli incoativi, che condividono il masdar con il corrispondente causativo di 1ª classe; ciò vale sia per i denominativi (ad es. გალამაზდება [ga=lamaz-d-eb-a] "diventerà bello" → გალამაზება [ga=lamaz-eb-a] "diventare bello", ma anche "abbellire" rispetto a გაალამაზებს [ga=a-lamaz-eb-s] "abbellirà qcs.") sia per i deverbali (ad es. ამღერდება [a=mgher-d-eb-a] "inizierà a cantare" → ამღერება [a=mgher-eb-a] "iniziare a cantare", ma anche "far (iniziare a) cantare" rispetto al corrispondente აამღერებს [a=a-mgher-eb-s] "farà iniziare a cantare qcn.").
I verbi base formano il masdar quasi sempre eliminando il suffisso tematico -eb e aggiungendo il gruppo -om-a (ad es. მოკვდება [mo=k'vd-eb-a] "morirà" → მოკვდომა [mo=k'vd-om-a]) o più raramente -ol-a (ad es. მიჰყვება [mi=h-q'v-eb-a] "seguirà qcn. (là)" → მიყოლა [mi=q'-ol-a]).
| Tipo derivazionale  | Tipo derivazionale | Masdar                                          |
| ------------------- | ------------------ | ----------------------------------------------- |
| Verbi base          | Verbi base         | (prev. =) RAD + om + a (prev. =) RAD + ol + a   |
| Passivi sintetici   | Passivi sintetici  | Desunto dal corrispondente di 1ª classe         |
| (Passivi analitici) |                    | Desunto dal corrispondente di 1ª classe         |
| Incoativi           | denominativi       | Desunto dal causativo denominativo di 1ª classe |
| Incoativi           | deverbali          | Desunto dal causativo deverbale di 1ª classe    |
| Comitativi          | Comitativi         | ×                                               |

### Participi
Per quanto riguarda i verbi di 2ª classe "derivati", il caso dei participi è analogo a quello del masdar. Generalmente infatti questi non hanno delle forme proprie di participio, ma adottano quelle del corrispondente di 1ª classe dal quale si formano. Ciò vale in particolare per il participio perfetto usato nella serie III dei monovalenti (per la formazione del quale si rimanda quindi a Verbi georgiani di 1ᵃ classe#Participio perfetto).
Nel caso dei verbi base la scelta dei circonfissi è generalmente poco prevedibile. Fa eccezione solo il participio perfetto, che si ottiene quasi sempre eliminando -eb e aggiungendo il circonfisso m ⎯⎯⎯⎯ ar, con il suffisso dissimilato ad -al se è presente una r nella radice (ad es. შეცდება [she=tsd-eb-a] "sbaglierà" → შემცდარი [she=m-tsd-ar-i]). Tale circonfisso è infatti associato al tipo morfologico senza marcatura (è utilizzato anche dai verbi di 1ª classe in -ob che hanno il passivo sintetico senza marcatura).

## Particolarità ed eccezioni

### Presente e futuro arcaici
Esiste una modalità arcaica di formazione della serie I dei passivi sintetici di tipo iniani.
Il tema del presente si forma a partire dal tema del presente del corrispondente. Viene aggiunta la vocale preradicale i-, ma non il suffisso tematico -eb; il suffisso del corrispondente viene eliminato, tranne per -am e -av che vengono sincopati a -m e -v rispettivamente (anche quando la radice è vocalica: ad es. reg. დაიმალება [da=i-mal-eb-a] "sarà nascosto" vs. arc. დაიმალვის [da=i-mal-v-i-s]). Il tema del futuro si ottiene regolarmente aggiungendo un preverbo a quello del presente.
I circonfissi del presente e del futuro sono gli stessi di quelli regolari, tranne per la III s che prende -i-s al posto di -a. Quelli degli altri quattro screeve sono invece completamente identici; il marcatore dell'imperfetto -od determina la caduta della -v ottenuta per sincope di -av.
Per illustrare questo modello di coniugazione, si riporta il futuro del verbo "(qcs.) brucerà" nella variante arcaica დაიწვის [da=i-ts'v-i-s] e in quella regolare დაიწვება [da=i-ts'v-eb-a] (dal corrispondente di 1ᵃ classe დაწვავს [da=ts'v-av-s] "brucerà qcs.").
|     | Singolare  | Singolare                 | Singolare                    | Plurale     | Plurale                     | Plurale                          |
|     | Arcaico    | Arcaico                   | Regolare                     | Arcaico     | Arcaico                     | Regolare                         |
| --- | ---------- | ------------------------- | ---------------------------- | ----------- | --------------------------- | -------------------------------- |
| I   | v ⎯⎯⎯⎯ i   | დავიწვი [da=v-i-ts'v-i]   | დავიწვები [da=v-i-ts'v-eb-i] | v ⎯⎯⎯⎯ i-t  | დავიწვით [da=v-i-ts'v-i-t]  | დავიწვებით [da=v-i-ts'v-eb-i-t]  |
| II  | v ⎯⎯⎯⎯ i   | დაიწვი [da=i-ts'v-i]      | დაიწვები [da=i-ts'v-eb-i]    | v ⎯⎯⎯⎯ i-t  | დაიწვით [da=i-ts'v-i-t]     | დაიწვებით [da=i-ts'v-eb-i-t]     |
| III | v ⎯⎯⎯⎯ i-s | დაიწვის v-[da=i-ts'v-i-s] | დაიწვება v-[da=i-ts'v-eb-a]  | v ⎯⎯⎯⎯ i-an | დაიწვიან v-[da=i-ts'v-i-an] | დაიწვებიან v-[da=i-ts'v-eb-i-an] |

Dei pochi verbi che ammettono la serie I arcaica, la maggior parte hanno anche delle varianti regolari. La formazione arcaica si incontra più frequentemente nei testi poetici.

### Passivi suppletivi
In pochi casi la formazione del passivo sintetico prevede l'utilizzo di una radice diversa rispetto a quella del corrispondente di 1ᵃ classe. Il tipo morfologico è quello senza marcatura. Alcuni esempi sono:
- გატეხს [ga=t'ekh-s] "romperà" → გატყდება [ga=t'q'd-eb-a] "si romperà";
- გადაწყვეტს [gada=ts'q'vet'-s] "deciderà" → გადაწყდება [gada=ts'q'd-eb-a] "sarà deciso";
- გაცვეთს [ga=tsvet-s] "consumerà" → გაცვდება [ga=tsvd-eb-a] "si consumerà".

### Imperativi troncati
Nella lingua parlata un certo numero di verbi di 2ᵃ classe hanno una forma "troncata" di imperativo, alternativa a quella regolare. Il troncamento coinvolge tipicamente l'ultima sillaba della forma regolare, come illustrato nella tabella seguente.
| Lemma                                      | Imperativo regolare        | Imperativo troncato   | Significato  |
| ------------------------------------------ | -------------------------- | --------------------- | ------------ |
| მოვა [mo=va] "verrà"1                      | მოდი! [mo=di]              | მო! [mo=Ø]            | "vieni!"     |
| ადგება [a=dg-eb-a] "si alzerà"2            | ადექი! [cha=dev-i]         | ადე! [cha=deØ]        | "alzati!"    |
| დაჯდება [da=jd-eb-a] "si siederà"2         | დაჯექი! [da=jek-i]         | დაჯე! [da=jeØ]        | "siediti!"   |
| გაიქცევა [ga=i-ktsev-a] "scapperà via"     | გაიქეცი! [ga=i-kets-i]     | გაიქე! [ga=i-keØ]     | "scappa!"    |
| გამოიქცევა [gamo=i-ktsev-a] "scapperà qui" | გამოიქეცი! [gamo=i-kets-i] | გამოიქე! [gamo=i-keØ] | "torna qui!" |

1 Lo stesso imperativo troncato si può avere con gli altri preverbi (ad es. წამოდი! [ts'amo=di] → წამო! [ts'amoØ]). Si veda #I verbi di moto.
2 Si veda #I verbi di posizione dinamici.

## Verbi irregolari
Alla 2ᵃ classe appartengono alcuni importanti verbi irregolari:
- იქნება [i-kn-eb-a] "sarà";
- i verbi di moto come მოვა [mo=va] "verrà";
- i verbi di posizione dinamici:
  - ადგება [a=dg-eb-a] "si alzerà";
  - დაწვება [da=ts'v-eb-a] "si sdraierà";
  - დაჯდება/დასხდებიან [da=jd-eb-a/da=skhd-eb-i-an] "si siederà"/"si siederanno";
- i verbi di posizione statici:
  - იდგება [i-dg-eb-a] "starà in piedi";
  - იწვება [i-ts'v-eb-a] "starà sdraiato";
  - იჯდება/ისხდებიან [i-jd-eb-a/i-skhd-eb-i-an] "starà seduto"/"staranno seduti".

Il verbo "essere" e i verbi di moto, oltre ad usare quattro o più radici diverse, presentano delle coniugazioni anomale; tra le altre cose, si tratta degli unici verbi a utilizzare l'antico marcatore prefissale di II persona kh-. Dei verbi di posizione, "sedersi" e "stare seduti" rientrano tra i pochissimi verbi georgiani suppletivi rispetto alla pluralità del soggetto.

### Il verbo "essere"
Il verbo "essere" fa uso di quattro radici diverse: -r- nella sottoserie del presente, -kn- in quella del futuro, -q'v- nella serie dell'aoristo e -q'(-)op- nella serie del perfetto. La coniugazione presenta varie irregolarità.
- La sottoserie del presente è difettiva dell'imperfetto e del congiuntivo presente, sostituiti rispettivamente dall'aoristo e dall'ottativo. Il presente è basato sulla radice -r-, con aggiunta della vocale preradicale a- in tutte le persone[34] e del marcatore dello screeve -i alla III persona. La coniugazione è anomala: oltre ai circonfissi del gruppo v-, con -s alla III s e -an alla III pl, le II persone prendono il marcatore personale prefissale kh-. La voce della IIIs არის [a-r-i-s] è spesso ridotta ad არი [a-r-i] nella lingua parlata.

|     | Singolare   | Singolare      | Plurale      | Plurale          |
| --- | ----------- | -------------- | ------------ | ---------------- |
| I   | kv ⎯⎯⎯⎯     | ვარ [v-a-r]    | kv ⎯⎯⎯⎯ t    | ვართ [v-a-r-t]   |
| II  | kh ⎯⎯⎯⎯     | ხარ [kh-a-r]   | kh ⎯⎯⎯⎯ t    | ხართ [kh-a-r-t]  |
| III | kh ⎯⎯⎯⎯ i-s | არის [a-r-i-s] | kh ⎯⎯⎯⎯ i-an | არიან [a-r-i-an] |

Un'alternativa più naturale alla voce di III persona singolare è data da una speciale forma enclitica, aggiunta a un'altra parola all'interno della proposizione: -ა [-a] dopo le vocali,  -აა [-aa] dopo le consonanti. Ad esempio, la frase
ეს არის ჩემი წიგნი
[es a-r-i-s chemi ts'igni]
questo-NOM egli-è-PRES2 mio libro-NOM
"Questo è il mio libro"
è equivalente a
ეს ჩემი წიგნია
[es chemi ts'igni-a].
- Il futuro è იქნება [i-kn-eb-a], coniugato regolarmente come un verbo iniani (ma senza preverbo). Regolari sono anche le forme del condizionale იქნებოდა [i-kn-eb-od-a] e del congiuntivo futuro იქნებოდეს [i-kn-eb-od-e-s].
- La serie II si basa sulla radice -q'v-, che subisce l'epentesi della a nelle I e II persone dell'aoristo e la caduta della v ogni volta che è seguita dal suono o.[36] L'aoristo ha i circonfissi forti, ma con -o alla III singolare, dando იყო [i-q'-o]; l'ottativo prende invece i circonfissi deboli, dando იყოს [i-q'-o-s].

|     | Singolare | Singolare           | Plurale    | Plurale                |
| --- | --------- | ------------------- | ---------- | ---------------------- |
| I   | v ⎯⎯⎯⎯ i  | ვიყავი [v-i-q'av-i] | v ⎯⎯⎯⎯ i-t | ვიყავით [v-i-q'av-i-t] |
| II  | v ⎯⎯⎯⎯ i  | იყავი [i-q'av-i]    | v ⎯⎯⎯⎯ i-t | იყავით [i-q'av-i-t]    |
| III | v ⎯⎯⎯⎯ o  | იყო [i-q'-o]        | v ⎯⎯⎯⎯ nen | იყვნენ [i-q'v-nen]     |

La serie II ha lo stesso modello di coniugazione del verbo di 1ᵃ classe გაყოფს [ga=q'-op-s] "dividerà", anch'esso basato sulla radice -q'v- (si veda Verbi georgiani di 1ᵃ classe#Suffisso tematico ''-op'').
- La serie del perfetto si ricava regolarmente dal participio perfetto ყოფილი [q'(-)op-il-i], essendo "essere" un verbo monovalente. Il perfetto è quindi ყოფილა [q'opil-a], il piuccheperfetto ყოფილიყო [q'opil-iq'o].

Le forme indefinite sono ricavate dalla radice -q'(-)op- e sono illustrate nella tabella che segue, assieme al resto del paradigma.
|           | Screeve            | Screeve                 | Screeve                    |                                            | Participi                      | Participi |
| Serie I   | Presente           | Imperfetto              | Cong. presente             | Attivo                                     | Futuro                         |           |
| --------- | ------------------ | ----------------------- | -------------------------- | ------------------------------------------ | ------------------------------ | --------- |
| Serie I   | არის [ar-i-s]      | (იყო) [i-q'-o]          | (იყოს) [i-q'-o-s]          | მყოფ(ელ)ი [m-q'op(-el)-i]                  | სამყოფ(ელ)ი [sa-m-q'op(-el)-i] |           |
| Serie I   | Futuro             | Condizionale            | Cong. futuro               | Perfetto                                   | Privativo                      |           |
| Serie I   | იქნება [i-kn-eb-a] | იქნებოდა [i-kn-eb-od-a] | იქნებოდეს [i-kn-eb-od-e-s] | ყოფილი, ნამყოფი [q'op-il-i], [na-m-q'op-i] | ×                              |           |
| Serie II  |                    | Aoristo                 | Ottativo                   | Masdar                                     | Masdar                         |           |
| Serie II  | იყო [i-q'-o]       | იყოს [i-q'-o-s]         | ყოფნა [q'op-n-a]           | ყოფნა [q'op-n-a]                           |                                |           |
| Serie III |                    | Perfetto                | Piuccheperfetto            |                                            |                                |           |
| Serie III | ყოფილა [q'opil-a]  | ყოფილიყო [q'opil-iq'o]  |                            |                                            |                                |           |

### I verbi di moto
Il georgiano dispone di una quindicina di verbi di moto, illustrati nella tabella che segue.
| Con preverbi di base                                     | Con preverbi di base |                                            | Con altri preverbi                         | Con altri preverbi |
| Presente                                                 | Futuro               | Avvicinamento                              | Allontanamento                             |                    |
| -------------------------------------------------------- | -------------------- | ------------------------------------------ | ------------------------------------------ | ------------------ |
| მიდის [mi=di-s] "va (adesso)"                            | მივა [mi=va]         | ადის [a=di-s] "sale"                       | ამოდის [amo=di-s] "viene su"               |                    |
| მიდის [mi=di-s] "va (adesso)"                            | წავა [ts'a=va]       | ჩადის [cha=di-s] "scende"                  | ჩამოდის [chamo=di-s] "viene giù", "arriva" |                    |
| მოდის [mo=di-s] "viene"                                  | მოვა [mo=va]         | შედის [she=di-s] "entra"                   | შემოდის [shemo=di-s] "viene dentro"        |                    |
| მოდის [mo=di-s] "viene"                                  | წამოვა [ts'amo=va]   | გადის [ga=di-s] "esce", "se ne va"         | გამოდის [gamo=di-s] "viene fuori"          |                    |
| დადის [da=di-s] "va (regolarmente/ senza una direzione)" | (ივლის [i-vl-i-s])   | გადადის [gada=di-s] "attraversa"           | გადმოდის [gadmo=di-s] "viene attraverso"   |                    |
| დადის [da=di-s] "va (regolarmente/ senza una direzione)" | (ივლის [i-vl-i-s])   | მიმოდის [mimo=di-s] "va avanti e indietro" |                                            |                    |

Tutti i verbi di moto seguono lo stesso modello di coniugazione, ad eccezione di დადის [da=di-s], che se ne discosta al di fuori della sottoserie del presente e ha la sintassi di 3ª classe (questo verbo si discosta dagli altri anche sul piano semantico; si veda Verbi georgiani di 3ᵃ classe#Il verbo di moto pluridirezionale). Si distinguono quindi per il preverbo, che conserva la sua valenza originaria di marcatore della direzione e dell'orientazione dell'azione (si veda Verbi georgiani#Preverbo).
In quasi tutti i casi il preverbo non indica l'aspetto, per cui è usato anche nella sottoserie del presente. Fanno eccezione i preverbi tsa- e ts'amo-, che hanno valore perfettivo e costituiscono delle alternative a mi- e mo- rispettivamente:
- nelle forme con ts'a- (ad es. fut. წავა [ts'a=va]) l'enfasi è sulla partenza e sul viaggio verso una certa destinazione, mentre in quelle con mi- (ad es. fut. მივა [mi=va]) è sul raggiungimento della destinazione;[38]
- le forme con mo- (ad es. fut. მოვა [mo=va]) indicano soltanto l'avvicinamento al parlante, mentre quelle con ts'amo- (ad es. fut. წამოვა [ts'amo=va]) sottintendono allo stesso tempo l'avvicinamento al parlante e l'allontanamento da un punto di partenza.[39]

I verbi di moto usano varie radici: -di- nella sottoserie del presente, -val-, -vid- e -ved- in quella del futuro e nella serie dell'aoristo, -s- in quella del perfetto, a cui si aggiunge -svl- in alcune forme indefinite. La coniugazione, qua illustrata senza alcun preverbo specifico, presenta svariate irregolarità.
- Nella sottoserie del presente sono regolari l'imperfetto -დიოდა [=di-od-a] e il congiuntivo presente -დიოდეს [=di-od-e-s]. Il presente, al contrario, si forma in maniera anomala rispetto alla coniugazione di 2ᵃ classe, aggiungendo alla radice i soli marcatori del gruppo v- con l'ausiliare al presente e con suffissi di III persona -s e -an.

|     | Singolare   | Singolare           | Plurale       | Plurale               |
| --- | ----------- | ------------------- | ------------- | --------------------- |
| I   | v ⎯⎯⎯⎯ var  | -ვდივარ [=v-di-var] | v ⎯⎯⎯⎯ var-t  | -ვდივართ [=v-di-vart] |
| II  | v ⎯⎯⎯⎯ khar | -დიხარ [=di-khar]   | v ⎯⎯⎯⎯ khar-t | -დიხართ [=di-khart]   |
| III | v ⎯⎯⎯⎯ s    | -დის [=di-s]        | v ⎯⎯⎯⎯ an     | -დიან [=di-an]        |

- Il futuro si basa sulla radice -val- e ha una coniugazione anomala. Nelle I persone il prefisso v- viene assorbito dall'analoga iniziale della radice (*-ვვალ [=v-val] → -ვალ [=val]). Nelle II persone viene aggiunto l'antico marcatore personale prefissale di II persona kh-. Nella III s la forma originaria *-ვალს [=val-s] subisce il troncamento sia del suffisso -s che della l finale della radice, dando così, a livello sincronico, una radice -ვა [=va] e un suffisso -Ø.[41] La III pl prende, irregolarmente, il suffisso -en con sincope della a della radice, dando -ვლენ [=vl-en].

|     | Singolare | Singolare       | Plurale    | Plurale            |
| --- | --------- | --------------- | ---------- | ------------------ |
| I   | (v) ⎯⎯⎯⎯  | -ვალ [=val]     | (v) ⎯⎯⎯⎯ t | -ვალთ [=val-t]     |
| II  | kh ⎯⎯⎯⎯   | -ხვალ [=kh-val] | kh ⎯⎯⎯⎯ t  | -ხვალთ [=kh-val-t] |
| III | kh ⎯⎯⎯⎯ Ø | -ვა [=va]       | kh ⎯⎯⎯⎯ en | -ვლენ [=vl-en]     |

Il condizionale -ვიდოდა [=vid-od-a] è basato sulla radice -vid-; i circonfissi sono quelli di 2ᵃ classe , eccetto per la caduta del prefisso v- nelle I persone e per l'aggiunta del prefisso kh- nelle II persone, esattamente come nel futuro.
|     | Singolare     | Singolare               | Plurale         | Plurale                    |
| --- | ------------- | ----------------------- | --------------- | -------------------------- |
| I   | (v) ⎯⎯⎯⎯ od-i | -ვიდოდი [=vid-od-i]     | (v) ⎯⎯⎯⎯ od-i-t | -ვიდოდით [=vid-od-i-t]     |
| II  | kh ⎯⎯⎯⎯ od-i  | -ხვიდოდი [=kh-vid-od-i] | kh ⎯⎯⎯⎯ od-i-t  | -ხვიდოდით [=kh-vid-od-i-t] |
| III | kh ⎯⎯⎯⎯ od-a  | -ვიდოდა [=vid-od-a]     | kh ⎯⎯⎯⎯ od-nen  | -ვიდოდნენ [=vid-od-nen]    |

Il congiuntivo futuro -ვიდოდეს [=vid-od-e-s] si coniuga analogamente al condizionale.
|     | Singolare      | Singolare               | Plurale         | Plurale                    |
| --- | -------------- | ----------------------- | --------------- | -------------------------- |
| I   | (v) ⎯⎯⎯⎯ od-e  | -ვიდოდე [=vid-od-e]     | (v) ⎯⎯⎯⎯ od-e-t | -ვიდოდეთ [=vid-od-e-t]     |
| II  | kh ⎯⎯⎯⎯ od-e   | -ხვიდოდე [=kh-vid-od-e] | kh ⎯⎯⎯⎯ od-e-t  | -ხვიდოდეთ [=kh-vid-od-e-t] |
| III | kh ⎯⎯⎯⎯ od-e-s | -ვიდოდეს [=vid-od-e-s]  | kh ⎯⎯⎯⎯ od-nen  | -ვიდოდნენ [=vid-od-nen]    |

- All'aoristo si verifica un'alternanza fra una radice -ved- nelle I e II persone e la radice -vid- nelle III. I circonfissi sono quelli dell'aoristo forte, con la caduta del prefisso v- nelle I persone e l'aggiunta del prefisso kh- nelle II persone. I verbi di moto costituiscono inoltre l'unica eccezione alla regola per cui l'imperativo è formalmente identico alle II persone dell'aoristo. Esso è invece formato a partire da un'ulteriore radice -di-, con suffisso -Ø al singolare e -t al plurale.

|     | Singolare  | Singolare          | Plurale      | Plurale               |
| --- | ---------- | ------------------ | ------------ | --------------------- |
| I   | (v) ⎯⎯⎯⎯ i | -ვედი [=ved-i]     | (v) ⎯⎯⎯⎯ i-t | -ვედით [=ved-i-t]     |
| II  | kh ⎯⎯⎯⎯ i  | -ხვედი [=kh-ved-i] | kh ⎯⎯⎯⎯ i-t  | -ხვედით [=kh-ved-i-t] |
| III | kh ⎯⎯⎯⎯ a  | -ვიდა [=vid-a]     | kh ⎯⎯⎯⎯ nen  | -ვიდნენ [=vid-nen]    |
|     |            |                    |              |                       |
| Imp | kh ⎯⎯⎯⎯ Ø  | -დი [=di]          | kh ⎯⎯⎯⎯ t    | -დით [=di-t]          |

L'ottativo è basato regolarmente sulla radice -vid- della III singolare dell'aoristo. Esso prende i circonfissi dell'ottativo forte in -e, con la solita caduta di v- e aggiunta di kh-.
|     | Singolare   | Singolare          | Plurale      | Plurale               |
| --- | ----------- | ------------------ | ------------ | --------------------- |
| I   | (v) ⎯⎯⎯⎯ e  | -ვიდე [=vid-e]     | (v) ⎯⎯⎯⎯ e-t | -ვიდეთ [=vid-e-t]     |
| II  | kh ⎯⎯⎯⎯ e   | -ხვიდე [=kh-vid-e] | kh ⎯⎯⎯⎯ e-t  | -ხვიდეთ [=kh-vid-e-t] |
| III | kh ⎯⎯⎯⎯ e-s | -ვიდეს [=vid-e-s]  | kh ⎯⎯⎯⎯ nen  | -ვიდნენ [=vid-nen]    |

- La serie III è basata sul participio perfetto -სული [=s-ul-i], da cui si formano regolarmente il perfetto -სულა [=sul-a] e il piuccheperfetto -სულიყო [=sul-iq'o], secondo il modello dei verbi monovalenti di 2ᵃ classe.

Le forme indefinite sono ricavate dalle radici -svl-, -val- e -s- e sono illustrate nella tabella che segue, assieme al resto del paradigma (completo a meno del preverbo).
|           | Screeve        | Screeve             | Screeve                |                                              | Participi                                      | Participi |
| Serie I   | Presente       | Imperfetto          | Cong. presente         | Attivo                                       | Futuro                                         |           |
| --------- | -------------- | ------------------- | ---------------------- | -------------------------------------------- | ---------------------------------------------- | --------- |
| Serie I   | -დის [=di-s]   | -დიოდა [=di-od-a]   | -დიოდეს [=di-od-e-s]   | -მსვლელი, -მავალი [=m-svl-el-i], [=ma-val-i] | -სასვლელი, -სავალი [=sa-svl-el-i], [=sa-val-i] |           |
| Serie I   | Futuro         | Condizionale        | Cong. futuro           | Perfetto                                     | Privativo                                      |           |
| Serie I   | -ვა [=va]      | -ვიდოდა [=vid-od-a] | -ვიდოდეს [=vid-od-e-s] | -სული [=s-ul-i]                              | -უსვლელი [=u-svl-el-i]                         |           |
| Serie II  | Aoristo        | (Imperativo)        | Ottativo               | Masdar                                       | Masdar                                         |           |
| Serie II  | -ვიდა [=vid-a] | -დი [=di]           | -ვიდეს [=vid-e-s]      | -სვლა [=svl-a]                               | -სვლა [=svl-a]                                 |           |
| Serie III |                | Perfetto            | Piuccheperfetto        |                                              |                                                |           |
| Serie III | -სულა [=sul-a] | -სულიყო [=sul-iq'o] |                        |                                              |                                                |           |

### I verbi di posizione dinamici
I tre verbi di posizione dinamici ადგება [a=dg-eb-a] "si alzerà", დაწვება [da=ts'v-eb-a] "si sdraierà" e დაჯდება/დასხდებიან [da=jd-eb-a/da=skhd-eb-i-an] "si siederà"/"si siederanno" hanno il tipo morfologico senza marcatura. La coniugazione è regolare, eccetto che nella serie II.
Nelle I e II persone dell'aoristo avvengono delle alterazioni nella radice. Nel verbo "alzarsi", l'inserimento di una vocale epentetica si accompagna alla desonorizzazione della seconda consonante della radice (-dg- → *-deg- → -dek-); le radici degli altri due verbi sono modellate su quella di "alzarsi" per analogia (-ts'v- → -ts'ek-, -jd- → -jek-), ad eccezione di -skhd- → -skhed-.
|     | Singolare             | Singolare                 | Singolare                  | Singolare |
| --- | --------------------- | ------------------------- | -------------------------- | --------- |
| I   | ავდექი [a=v-dek-i]    | დავწექი [da=v-ts'ek-i]    | დავჯექი [da=v-jek-i]       |           |
| II  | ადექი [a=dek-i]       | დაწექი [da=ts'ek-i]       | დაჯექი [da=jek-i]          |           |
| III | ადგა [a=dg-a]         | დაწვა [da=ts'v-a]         | დაჯდა [da=jd-a]            |           |
|     | Plurale               |                           |                            |           |
| I   | ავდექით [a=v-dek-i-t] | დავწექით [da=v-ts'ek-i-t] | დავსხედით [da=v-skhed-i-t] |           |
| II  | ადექით [a=dek-i-t]    | დაწექით [da=ts'ek-i-t]    | დასხედით [da=skhed-i-t]    |           |
| III | ადგნენ [a=dg-nen]     | დაწვნენ [da=ts'v-nen]     | დასხდნენ [da=skhd-nen]     |           |

L'ottativo è invece formato regolarmente dalla radice della IIIs dell'aoristo, dando ადგეს [a=dg-e-s], დაწვეს [da=ts'v-e-s] e დაჯდეს/დასხდნენ [da=jd-es/da=skhd-nen].

### I verbi di posizione statici
I tre verbi di posizione statici იდგება [i-dg-eb-a] "starà in piedi", იწვება [i-ts'v-eb-a] "starà sdraiato" e იჯდება/ისხდებიან [i-jd-eb-a/i-skhd-eb-i-an] "starà seduto"/"staranno seduti" hanno un modello di coniugazione anomalo, che ricalca in parte quello dei corrispettivi verbi dinamici. Di questi ultimi condividono anche le radici, eccetto che al presente, in cui utilizzano -dg(-)a-, -ts'ev- e -zi-/-skhed- rispettivamente.
- La sottoserie del presente è difettiva dell'imperfetto e del congiuntivo presente, a cui suppliscono rispettivamente l'aoristo e l'ottativo. I circonfissi sono, eccezionalmente, quelli del gruppo v- con l'ausiliare al presente; la III s prende -s, la III pl prende -an o il suffisso raddoppiato -an-an.[45] Il verbo "stare in piedi" usa la radice ampliata -dg-a-. Nelle I persone del verbo "stare sdraiato" la consonante iniziale del suffisso -var viene assorbita dall'analoga consonante della radice (*ვწევვარ(თ) [v-ts'ev-var(-t)] → ვწევარ(თ) [v-ts'eØ-var(-t)]); la radice subisce la sincope della -e- alla III pl.

|     | Singolare      | Singolare               | Singolare                | Singolare                |
| --- | -------------- | ----------------------- | ------------------------ | ------------------------ |
| I   | v ⎯⎯⎯⎯ var     | ვდგავარ [v-dg-a-var]    | ვწევარ [v-ts'eØ-var]     | ვზივარ [v-zi-var]        |
| II  | v ⎯⎯⎯⎯ khar    | დგახარ [dg-a-khar]      | წევხარ [ts'ev-khar]      | ზიხარ [zi-khar]          |
| III | v ⎯⎯⎯⎯ s       | დგას [dg-a-s]           | წევს [ts'ev-s]           | ზის [zi-s]               |
|     | Plurale        |                         |                          |                          |
| I   | v ⎯⎯⎯⎯ var-t   | ვდგავართ [v-dg-a-var-t] | ვწევართ [v-ts'eØ-var-t]  | ვსხედვართ [v-skhed-vart] |
| II  | v ⎯⎯⎯⎯ khar-t  | დგახართ [dg-a-khar-t]   | წევხართ [v-ts'ev-khar-t] | სხედხართ [skhed-khart]   |
| III | v ⎯⎯⎯⎯ (an-)an | დგანან [dg-an-an]       | წვანან [ts'Øv-an-an]     | სხედან [skhed-an]        |

- La sottoserie del futuro è identica a quella dei corrispettivi dinamici, eccetto per l'assenza del preverbo e la presenza della vocale preradicale i-. Ad esempio, le forme del futuro sono იდგება [i-dg-eb-a], იწვება [i-ts'v-eb-a] e იჯდება/ისხდებიან [i-jd-eb-a/i-skhd-eb-i-an].
- La serie II, esattamente come la sottoserie del futuro, è identica a quella dei corrispettivi dinamici, ma sempre senza preverbo e con vocale preradicale i-. L'aoristo è come indicato nella tabella che segue.

|     | Singolare             | Singolare               | Singolare                | Singolare |
| --- | --------------------- | ----------------------- | ------------------------ | --------- |
| I   | ვიდექი [v-i-dek-i]    | ვიწექი [v-i-ts'ek-i]    | ვიჯექი [v-i-jek-i]       |           |
| II  | იდექი [i-dek-i]       | იწექი [i-ts'ek-i]       | იჯექი [i-jek-i]          |           |
| III | იდგა [i-dg-a]         | იწვა [i-ts'v-a]         | იჯდა [i-jd-a]            |           |
|     | Plurale               |                         |                          |           |
| I   | ვიდექით [v-i-dek-i-t] | ვიწექით [v-i-ts'ek-i-t] | ვისხედით [v-i-skhed-i-t] |           |
| II  | იდექით [i-dek-i-t]    | იწექით [i-ts'ek-i-t]    | ისხედით [i-skhed-i-t]    |           |
| III | იდგნენ [i-dg-nen]     | იწვნენ [i-ts'v-nen]     | ისხდნენ [i-skhd-nen]     |           |

Analogamente, l'ottativo è იდგეს [i-dg-e-s], იწვეს [i-ts'v-e-s] e იჯდეს/ისხდნენ [i-jd-es/i-skhd-nen].
- La serie del perfetto si forma regolarmente dal participio perfetto, secondo il modello dei verbi monovalenti, come illustrato nei paradigmi in fondo alla sezione.

Tutti e tre i verbi hanno anche delle varianti bivalenti, che nella sottoserie del presente hanno o la serie u- ("a fianco di qcn.") o la serie a- ("sopra qcs."). Di norma, entrambe vengono sostituite dalla serie e- nella sottoserie del futuro e nella serie II. La serie III delle varianti bivalenti si forma regolarmente dal masdar ed è indicata nei paradigmi seguenti.
|           |          | Screeve              | Screeve                 | Screeve                    |                    | Participi            | Participi |
| Serie I   | Serie I  | Presente             | Imperfetto              | Cong. presente             | Attivo             | Futuro               |           |
| --------- | -------- | -------------------- | ----------------------- | -------------------------- | ------------------ | -------------------- | --------- |
| Serie I   | Serie I  | დგას [dg-a-s]        | (იდგა) [i-dg-a]         | (იდგეს) [i-dg-e-s]         | მდგომი [m-dg-om-i] | სადგომი [sa-dg-om-i] |           |
| Serie I   | Serie I  | Futuro               | Condizionale            | Cong. futuro               | Perfetto           | Privativo            |           |
| Serie I   | Serie I  | იდგება [i-dg-eb-a]   | იდგებოდა [i-dg-eb-od-a] | იდგებოდეს [i-dg-eb-od-e-s] | მდგარი [m-dg-ar-i] | ×                    |           |
| Serie II  | Serie II |                      | Aoristo                 | Ottativo                   | Masdar             | Masdar               |           |
| Serie II  | Serie II | იდგა [i-dg-a]        | იდგეს [i-dg-e-s]        | დგომა [dg-om-a]            | დგომა [dg-om-a]    |                      |           |
| Serie III | [M]      |                      | Perfetto                | Piuccheperfetto            |                    |                      |           |
| Serie III | [M]      | მდგარა [mdgar-a]     | მდგარიყო [mdgar-iq'o]   |                            |                    |                      |           |
| Serie III | [B]*     |                      | Perfetto                | Piuccheperfetto            |                    |                      |           |
| Serie III | [B]*     | სდგომია [s-dgom-i-a] | სდგომოდა [s-dgom-od-a]  |                            |                    |                      |           |

* Da უდგას [u-dg-a-s] o ადგას [a-dg-a-s], fut. ედგება [e-dg-eb-a].
|           |          | Screeve              | Screeve                   | Screeve                      |                                                   | Participi            | Participi |
| Serie I   | Serie I  | Presente             | Imperfetto                | Cong. presente               | Attivo                                            | Futuro               |           |
| --------- | -------- | -------------------- | ------------------------- | ---------------------------- | ------------------------------------------------- | -------------------- | --------- |
| Serie I   | Serie I  | წევს [ts'ev-s]       | (იწვა) [i-ts'v-a]         | (იწვეს) [i-ts'v-e-s]         | მწოლი, მწოლ(ი)არე [m-ts'-ol-i], [m-ts'-ol-(i)are] | საწოლი [sa-ts'-ol-i] |           |
| Serie I   | Serie I  | Futuro               | Condizionale              | Cong. futuro                 | Perfetto                                          | Privativo            |           |
| Serie I   | Serie I  | იწვება [i-ts'v-eb-a] | იწვებოდა [i-ts'v-eb-od-a] | იწვებოდეს [i-ts'v-eb-od-e-s] | წოლილი [ts'-ol-il-i]                              | ×                    |           |
| Serie II  | Serie II |                      | Aoristo                   | Ottativo                     | Masdar                                            | Masdar               |           |
| Serie II  | Serie II | იწვა [i-ts'v-a]      | იწვეს [i-ts'v-e-s]        | წოლა [ts'-ol-a]              | წოლა [ts'-ol-a]                                   |                      |           |
| Serie III | [M]      |                      | Perfetto                  | Piuccheperfetto              |                                                   |                      |           |
| Serie III | [M]      | წოლილა [ts'olil-a]   | წოლილიყო [ts'olil-iq'o]   |                              |                                                   |                      |           |
| Serie III | [B]*     |                      | Perfetto                  | Piuccheperfetto              |                                                   |                      |           |
| Serie III | [B]*     | სწოლია [s-ts'ol-i-a] | სწოლოდა [s-ts'ol-od-a]    |                              |                                                   |                      |           |

* Da უწევს [u-ts'ev-s] o აწევს [a-ts'ev-s], fut. ეწვება [e-ts'v-eb-a].
|           |          | Singolare            | Singolare               | Singolare                  |                                | Plurale                        | Plurale                        | Plurale |
| Serie I   | Serie I  | Presente             | Imperfetto              | Cong. presente             | Presente                       | Imperfetto                     | Cong. presente                 |         |
| --------- | -------- | -------------------- | ----------------------- | -------------------------- | ------------------------------ | ------------------------------ | ------------------------------ | ------- |
| Serie I   | Serie I  | ზის [zi-s]           | (იჯდა) [i-jd-a]         | (იჯდეს) [i-jd-e-s]         | სხედან [skhed-an]              | (ისხდნენ) [i-skhd-nen]         | (ისხდნენ) [i-skhd-nen]         |         |
| Serie I   | Serie I  | Futuro               | Condizionale            | Cong. futuro               | Futuro                         | Condizionale                   | Cong. futuro                   |         |
| Serie I   | Serie I  | იჯდება [i-jd-eb-a]   | იჯდებოდა [i-jd-eb-od-a] | იჯდებოდეს [i-jd-eb-od-e-s] | ისხდებიან [i-skhd-eb-i-an]     | ისხდებოდნენ [i-skhd-eb-od-nen] | ისხდებოდნენ [i-skhd-eb-od-nen] |         |
| Serie II  | Serie II |                      | Aoristo                 | Ottativo                   |                                | Aoristo                        | Ottativo                       |         |
| Serie II  | Serie II | იჯდა [i-jd-a]        | იჯდეს [i-jd-e-s]        | ისხდნენ [i-skhd-nen]       | ისხდნენ [i-skhd-nen]           |                                |                                |         |
| Serie III | [M]      |                      | Perfetto                | Piuccheperfetto            |                                | Perfetto                       | Piuccheperfetto                |         |
| Serie III | [M]      | მჯდარა [mjdar-a]     | მჯდარიყო [mjdar-iq'o]   | მსხდარან [mskhdar-an]      | მსხდარიყვნენ [mskhdar-iq'vnen] |                                |                                |         |
| Serie III | [B]*     |                      | Perfetto                | Piuccheperfetto            |                                | Perfetto                       | Piuccheperfetto                |         |
| Serie III | [B]*     | სჯდომია [s-jdom-i-a] | სჯდომოდა [s-jdom-od-a]  | სხდომიან [s-khdom-i-an]    | სხდომოდნენ [s-khdom-od-nen]    |                                |                                |         |

* Da უზის/უსხედან [u-zi-s/u-skhed-an] o აზის/ასხედან [a-zi-s/a-skhed-an], fut. ეჯდება/ესხდებიან [e-jd-eb-a/e-skhd-eb-i-an].
Anche le forme indefinite di questo verbo sono basate su due radici, a seconda della pluralità di FS, che è espresso al GEN poiché il verbo è intransitivo.
| Singolare          | Singolare            | Singolare             |                       | Plurale                 | Plurale            | Plurale |
| Participi          | Participi            | Masdar                | Participi             | Participi               | Masdar             |         |
| Attivo             | Futuro               | Masdar                | Attivo                | Futuro                  | Masdar             |         |
| ------------------ | -------------------- | --------------------- | --------------------- | ----------------------- | ------------------ | ------- |
| მჯდომი [m-jd-om-i] | საჯდომი [sa-jd-om-i] | ჯდომა [jd-om-a]       | მსხდომი [m-skhd-om-i] | სასხდომი [sa-skhd-om-i] | სხდომა [skhd-om-a] |         |
| Perfetto           | Privativo            |                       | Perfetto              | Privativo               |                    |         |
| მჯდარი [m-jd-ar-i] | ×                    | მსხდარი [m-skhd-ar-i] | ×                     |                         |                    |         |

## Tipi derivazionali: incoativi e comitativi

### Incoativi
I verbi incoativi possono essere ricavati:
- da forme nominali, soprattutto aggettivi, con il significato di "diventare..." nel modo della parola da cui si costruiscono (ad es. ლამაზი [lamazi] "bello" → გალამაზდება [ga=lamaz-d-eb-a] "diventerà bello");
- da altri verbi, con il significato di "cominciare a fare" e simili (ad es. მღერის [mgher-i-s] "canta" → ამღერდება [a=mgher-d-eb-a] "inizierà a cantare").

Il primo gruppo è quello degli incoativi denominativi, il secondo quello degli incoativi deverbali. Entrambi hanno il tipo morfologico doniani.

#### Incoativi denominativi
Il tema del presente dei denominativi si forma aggiungendo alla radice della forma nominale il marcatore passivo -d e il suffisso tematico -eb. Il preverbo è solitamente ga-, più raramente da-. La radice può subire delle alterazioni fonetiche (si veda anche Grammatica georgiana#Sostantivi):
- i temi con sincope subiscono la sincope anche nel verbo denominativo (ad es. წითელი [ts'itel-i] "rosso", GEN წითლის [ts'itØl-is] → გაწითლდება [ga=ts'itl-d-eb-a] "arrossirà");
- i temi troncanti in -e subiscono troncamento anche nel verbo denominativo (ad es. მწვანე [mts'vane] "verde", GEN მწვანის [mts'vanØ-is] → გამწვანდება [ga=mts'van-d-eb-a] "diventerà verde");
- i temi troncanti in -a non subiscono troncamento e aggiungono una -v epentetica alla fine del tema (ad es. ბრმა [brma] "cieco" → დაბრმავდება [da=brmav-d-eb-a] "diventerà cieco"); la stessa aggiunta avviene coi temi in -o (ad es. ფართო [parto] "largo" → გაფართოვდება [ga=partov-d-eb-a] "si allargherà") e coi temi in -u (ad es. ყრუ [q'ru] "sordo" → დაყრუვდება [da=q'ruv-d-eb-a] "diventerà sordo").

Queste alterazioni sono le stesse che si verificano nei causativi denominativi di 1ᵃ classe (eccetto che questi non aggiungono -v nei temi in -u; si veda Verbi georgiani di 1ᵃ classe#Causativi denominativi). In effetti, gli incoativi denominativi possono anche essere pensati come dei passivi sintetici formati dai corrispondenti causativi denominativi; poiché questi ultimi hanno vocale preradicale a-, suffisso tematico -eb e radice vocalica, la formazione è regolarmente doniani (si veda sopra #Tipi derivazionali: passivi sintetici).

#### Incoativi deverbali
Gli incoativi deverbali si formano a partire da verbi di 3ᵃ classe.
Il tema del presente dell'incoativo è ottenuto dal tema del futuro del verbo corrispondente, eliminando la vocale preradicale i- e aggiungendo il marcatore passivo -d. In particolare, se la radice subisce delle alterazioni, l'incoativo prende la variante utilizzata al futuro (ad es. ჟღივის [zhghiv-i-s] "cinguetta", fut. იჟღივლებს [i-zhghivl-eb-s] → აჟღივლდება [a=zhghivl-d-eb-a] "inizierà a cinguettare").
Al di fuori della sottoserie del presente il preverbo è quasi sempre a-. Lo stesso preverbo, d'altra parte, è utilizzato anche nei causativi-incoativi di 1ᵃ classe, anch'essi ricavati da verbi di 3ᵃ classe (ad es. აამღერებს [a=a-mgher-eb-s] "farà cominciare a cantare qcn."; si veda Verbi georgiani di 1ᵃ classe#Causativi deverbali). La serie del perfetto è basata su un participio regolare in -eb-ul. 
| Verbo di partenza     | Incoativo | Incoativo         |
| Verbo di partenza     | Serie     | Tema              |
| --------------------- | --------- | ----------------- |
| i + RAD + eb (Futuro) | Presente  | a + RAD + d + eb  |
| i + RAD + eb (Futuro) | Futuro    | a = RAD + d + eb  |
| i + RAD + eb (Futuro) | Aoristo   | a = RAD + d       |
| i + RAD + eb (Futuro) | Perfetto  | a = RAD + eb + ul |

### Comitativi
I comitativi sono verbi bivalenti in cui l'OI esprime la persona assieme alla quale si svolge l'azione (ad es. ლაპარაკობს [lap'arak'-ob-s] "parla" → ელაპარაკება [e-lap'arak'-eb-a] "parla/parlerà con qcn."; si veda Verbi georgiani#Incoativi e comitativi). Si formano a partire da verbi di 3ᵃ classe e hanno il tipo morfologico iniani.
Il tema del presente del comitativo è ottenuto aggiungendo alla radice del verbo corrispondente la vocale preradicale e- (come parte dei marcatori della serie e-) e il suffisso tematico -eb. Il tema del futuro non prende un preverbo, risultando così identico a quello del presente.
Il tema dell'aoristo si forma regolarmente eliminando il suffisso tematico -eb da quello del futuro, ma sempre senza preverbo.
La serie del perfetto manca, nel senso che non segue il modello dei bivalenti di 2ᵃ classe. Si ricorre invece alle forme del verbo originario di 3ᵃ classe, con inversione e con il complemento di compagnia marcato da una posposizione (si veda anche Verbi georgiani#Inergativi di 2ª classe (comitativi)).
| Serie    | Tema                | Tema             |
| Serie    | Verbo di partenza   | Comitativo       |
| -------- | ------------------- | ---------------- |
| Presente | i + RAD + suff.tem. | e + RAD + eb     |
| Futuro   | i + RAD + eb        | Ø = e + RAD + eb |
| Aoristo  | i + RAD             | Ø = e + RAD      |
| Perfetto | i + RAD (+ n)       | ←                |

In rari casi la sottoserie del presente è ottenuta aggiungendo i marcatori della serie e- direttamente al corrispondente di 3ᵃ classe, mentre la sottoserie del futuro e quella dell'aoristo seguono la coniugazione illustrata sopra; in tal caso il presente e il futuro sono formalmente diversi (ad es. იბრძვის [i-brdzv-i-s] "combatte", fut. იბრძოლებს [i-brdzol-eb-s] → ებრძვის [e-brdzv-i-s] "combatte contro qcn." fut. ებრძოლება [e-brdzol-eb-a]).

## Tipi derivazionali: passivi analitici e stativi

### Passivi analitici
Il passivo analitico è formato da un participio perfetto e da un verbo ausiliare. L'ausiliare è tipicamente il verbo "essere" (si veda sopra #Il verbo "essere"). Ad esempio,
ეს შრომა ჯაფარიძის მიერ იყო დაწერილი
[es shroma japaridzis mier iq'o dats'erili]
questo opera-NOM Japaridze-GEN da egli-fu-AOR2 scritto-NOM
"Quest'opera fu scritta da Japaridze".
Nella serie II esiste un'alternativa più formale, ma impiegata esclusivamente nello scritto, data dell'ausiliare იქნა [i-kn-a] "divenne". Ad esempio,
ბრალდებული იქნა დასჯილი
[braldebuli i-kn-a dasjili]
accusato-NOM egli-divenne-AOR2 condannato-NOM
"L'accusato venne condannato".
La coniugazione dell'ausiliare "diventare" è come segue.
- L'aoristo იქნა [i-kn-a] prende una -e- epentetica nelle I e II persone e i circonfissi forti (come i verbi iniani con corrispondente di 1ª classe in -i e con aoristo forte). La III plurale, tuttavia, prende irregolarmente il suffisso -en, dando იქნენ [i-kn-en].

|     | Singolare | Singolare          | Plurale    | Plurale              |
| --- | --------- | ------------------ | ---------- | -------------------- |
| I   | v ⎯⎯⎯⎯ i  | ვიქენი [v-i-ken-i] | v ⎯⎯⎯⎯ i-t | ვიქენი [v-i-ken-i-t] |
| II  | v ⎯⎯⎯⎯ i  | იქენი [i-ken-i]    | v ⎯⎯⎯⎯ i-t | ვიქენით [i-ken-i-t]  |
| III | v ⎯⎯⎯⎯ a  | იქნა [i-kn-a]      | v ⎯⎯⎯⎯ en  | იქნენ [i-kn-en]      |

- L'ottativo può prendere regolarmente i circonfissi forti in -a, dando იქნას [i-kn-a-s], ma la forma preferita è quella con i circonfissi in -e, ossia იქნეს [i-kn-e-s] (e con III pl იქნნენ [i-kn-nen]).

Il participio si trova sempre al NOM singolare. Quando però è in posizione immediatamente precedente all'ausiliare "diventare", può perdere il suffisso -i del NOM (nell'esempio precedente, იქნა დასჯილი [ikna dasjili] → დასჯილ იქნა [dasjil ikna]).

### Stativi
I passivi sintetici stativi si formano da un'ottantina di verbi di 1ª classe. La loro coniugazione presenta due caratteristiche salienti: l'assenza del preverbo in tutte le serie (a segnalare il carattere imperfettivo di questa forma; si veda Verbi georgiani#Passivi) e la presenza sistematica di un marcatore dell'OI di III persona anche in assenza di OI (ossia un marcatore vuoto).
Così come i passivi sintetici non stativi, anche gli stativi possono essere monovalenti o bivalenti. Quasi sempre un singolo corrispondente di 1ª classe genera sia una variante monovalente che una o più varianti bivalenti (ad es. დაწერს [da=ts'er-s] "scriverà" → [M] სწერია [s-ts'er-i-a] "si trova scritto (da qualche parte)", [B] უწერია [u-ts'er-i-a] "sta scritto (nel qcs.) di qcn.", [B] აწერია [a-ts'er-i-a] "sta scritto sopra qcs."). La coniugazione è come segue.
Il tema del presente è costituito soltanto dalla radice, la stessa che il corrispondente ha nella serie I. Al presente gli argomenti sono marcati come segue.
- S prende il gruppo v- con l'ausiliare al presente (-a alla III s, -an alla III pl), preceduto in tutte le persone dal marcatore dello screeve -i.
- Se il verbo è monovalente, viene aggiunto a vuoto l'opportuno marcatore di III persona della serie h-.[61]
- Se il verbo è bivalente, l'OI è marcato dalla serie h-, dalla serie u- (che spesso indica la versione benefattiva o possessiva) oppure dalla serie a- (che indica la versione superessiva).

La sottoserie del presente è quasi sempre difettiva di imperfetto e congiuntivo presente, suppliti rispettivamente dall'aoristo e dall'ottativo.
Il tema del futuro si forma a partire dal corrispondente di 1ª classe secondo le stesse regole sulla formazione del tema del presente dei passivi non stativi di tipo iniani (ossia: aggiunta di suff.tem. -eb, più raramente -ob o -Ø; si veda #Tipi derivazionali: passivi sintetici). La sottoserie del futuro è quindi tutta coniugata come quella di un verbo iniani relativo, ma senza preverbo. Inoltre, l'OI viene marcato dalla serie e- qualunque fosse la serie usata al presente. La vocale e- compare anche come morfema vuoto nei verbi monovalenti, cosicché tutte le varianti di stativo ricavate dallo stesso corrispondente risultano identiche (ad es. [M] (ს)წერია [(s-)ts'er-i-a], [B] უწერია [u-ts'er-i-a], [B] აწერია [a-ts'er-i-a] → fut. [M/B] ეწერება [e-ts'er-eb-a]).
Il tema dell'aoristo si ricava da quello del futuro esattamente come per i passivi non stativi di tipo iniani; le stesse regole stabiliscono anche l'uso dei circonfissi deboli o forti all'aoristo e all'ottattivo (si veda #Serie dell'aoristo). Anche in questo caso il preverbo manca e l'OI viene marcato con la serie e-; la vocale e- è presente come morfema vuoto anche nei monovalenti (ad es. [M] (ს)წერია [(s-)ts'er-i-a], [B] უწერია [u-ts'er-i-a], [B] აწერია [a-ts'er-i-a] → aor. [M/B] ეწერა [e-ts'er-a]).
Nella serie III la coniugazione è di nuovo identica a quella dei non stativi, con i monovalenti basati sul participio perfetto e i bivalenti basati sul masdar. Tuttavia sia il participio che il masdar si presentano senza preverbo (ad es. [M] (ს)წერია [(s-)ts'er-i-a] → pf. წერებულა [ts'erebul-a]; [B] უწერია [u-ts'er-i-a], [B] აწერია [a-ts'er-i-a] → pf. სწერებია [s-ts'er-eb-i-a]).
| Serie    | Tema                                 | Tema                    |
| Serie    | Monovalente                          | Bivalente               |
| -------- | ------------------------------------ | ----------------------- |
| Presente | h + RAD                              | h/u/a + RAD             |
| Futuro   | e + RAD + eb/ob/Ø                    | e + RAD + eb/ob/Ø       |
| Aoristo  | e + RAD + eb/ob/Ø                    | e + RAD + eb/ob/Ø       |
| Perfetto | Participio perfetto (senza preverbo) | Masdar (senza preverbo) |

La coniugazione degli stativi è molto simile a quella dei verbi di 4ª classe. Inoltre, nella stragrande maggioranza dei casi, gli stativi si presentano solo con un S inanimato, che quindi impone la concordanza alla III s. Quando però il significato del verbo permette un S animato e quindi, possibilmente, un S alla III pl, lo stativo concorda con la pluralità di S. Questa caratteristica indica che la sintassi non è invertita e distingue gli stativi dai verbi di 4ª classe, che non concordano mai con la pluralità di SOD, neanche quando è animato (si veda Verbi georgiani#Concordanza alla III plurale).